# PKP Intercity
PKP Intercity è una società del gruppo PKP responsabile del trasporto di passeggeri a lunga distanza. Gestisce giornalmente circa 350 treni, collegando principalmente grandi agglomerati e piccole città in Polonia, espletando anche servizio di treni internazionali.

## Storia
La società è stata costituita nel 2001, in previsione dell'adesione della Polonia all'Unione europea, dalla divisione delle ferrovie polacche in più imprese per rispondere alle regole dell'Unione Europea e il 30 agosto ha avuto una licenza di 50 anni per il trasporto di passeggeri, iniziando il 1º settembre dello stesso anno la propria attività.
Il 2 gennaio 2008, la società è stata trasformata in una società per azioni e, il 1º dicembre 2008, ha preso il posto di PKP Przewozy Regionalne, per l'espletamento del servizio di treni espresso inter-provinciali. In occasione dell'acquisizione, una parte del parco rotabile di Przewozy Regionalne, 4070 impiegati di questa azienda e 1850 PKP Cargo sono entrati nell'azienda. Questa mossa ha comportato un aumento del numero di passeggeri da 14,7 milioni del 2008 a 51,7 milioni del 2009. Da allora, la società ha registrato un calo annuale del numero di passeggeri nonostante la tendenza al rialzo nei quattro anni precedenti. Il calo del numero di passeggeri è stato interrotto solo nel 2015 dopo l'entrata in servizio dei Pendolino con i quali i tempi di percorrenza tra le maggiori città sono stati abbreviati. Dopo l'acquisizione del trasporto regionale l'azienda ha iniziato a registrare perdite. Questa tendenza è stata interrotta nel 2016, quando la società è riuscita a realizzare un utile di 48,4 milioni di PLN.

## Categoria di treni
La società gestisce le seguenti categorie di treni:
- Express InterCity Premium (EIP, EIC Premium) - treni nazionali ad alta velocità ( ED250 Pendolino ) tra le principali città con prenotazione obbligatoria
- Express InterCity (EIC): treni di alto livello tra le principali città e le destinazioni turistiche più popolari
- InterCity Express treni nazionali con prenotazione obbligatoria
- EuroCity (EC) - treni internazionali di alta qualità, con prenotazione obbligatoria sulle tratte nazionali
- EuroNight (EN) - treni notturni internazionali con prenotazione obbligatoria
- InterCity - treni espressi a prezzi accessibili con prenotazione obbligatoria; standard più elevato dei servizi TLK ma con la stessa tariffa
- Twoje Linie Kolejowe (TLK) - treni espressi a prezzi accessibili con prenotazioni obbligatorie (con alcune eccezioni); standard più basso rispetto agli InterCity. Alcuni treni notturni TLK forniscono cuccette e vagoni letto; un numero limitato di treni TLK a percorso breve espleta servizi di sola 2ª classe.
- Międzynarodowy (M) - treno veloce internazionale ma con standard inferiore rispetto agli EuroCity
- Międzynarodowy nocny - treno notturno internazionale ma con standard inferiore rispetto agli EuroNight

## Immagini locomotive ed elettrotreni PKP Intercity

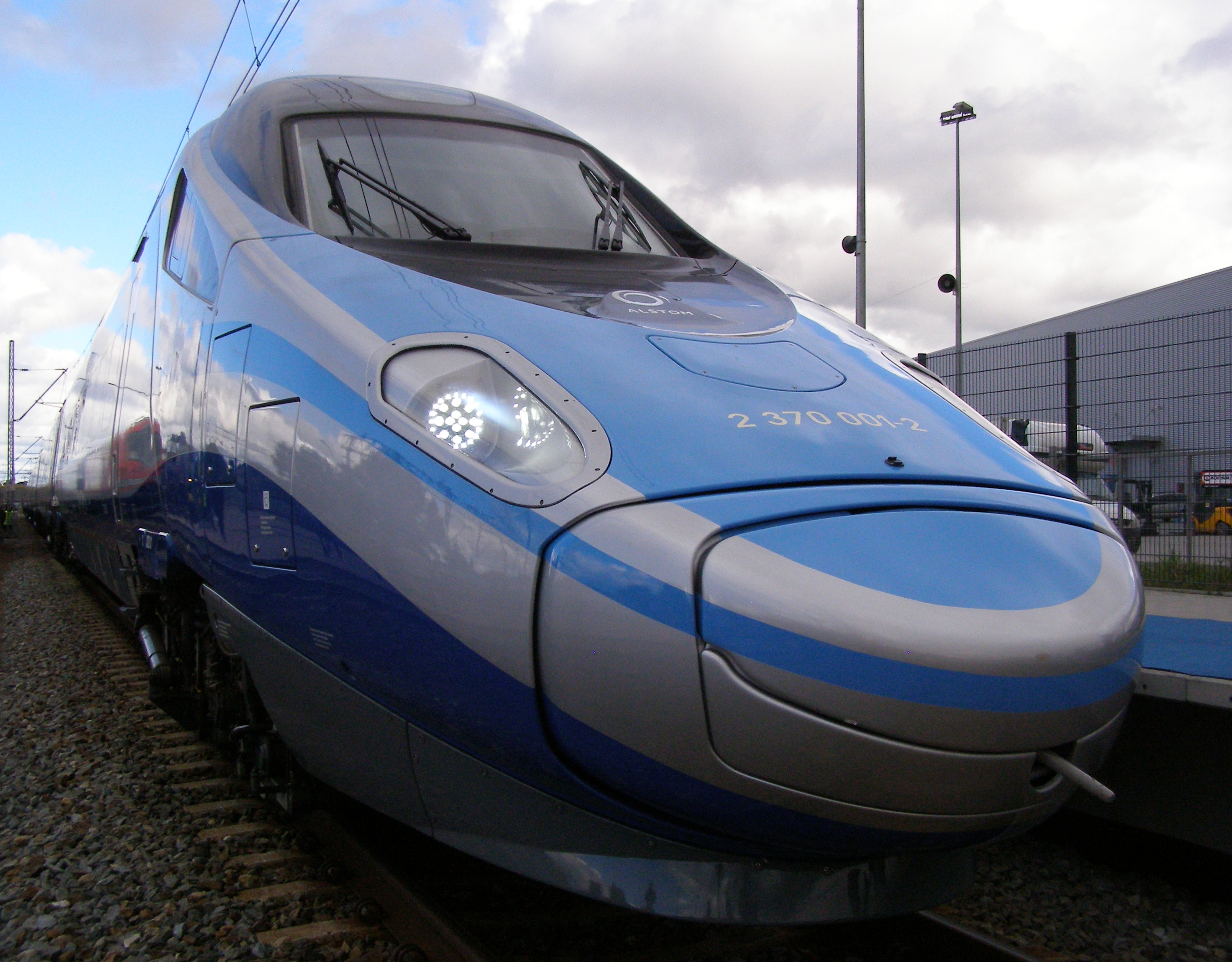
ED250 Pendolino
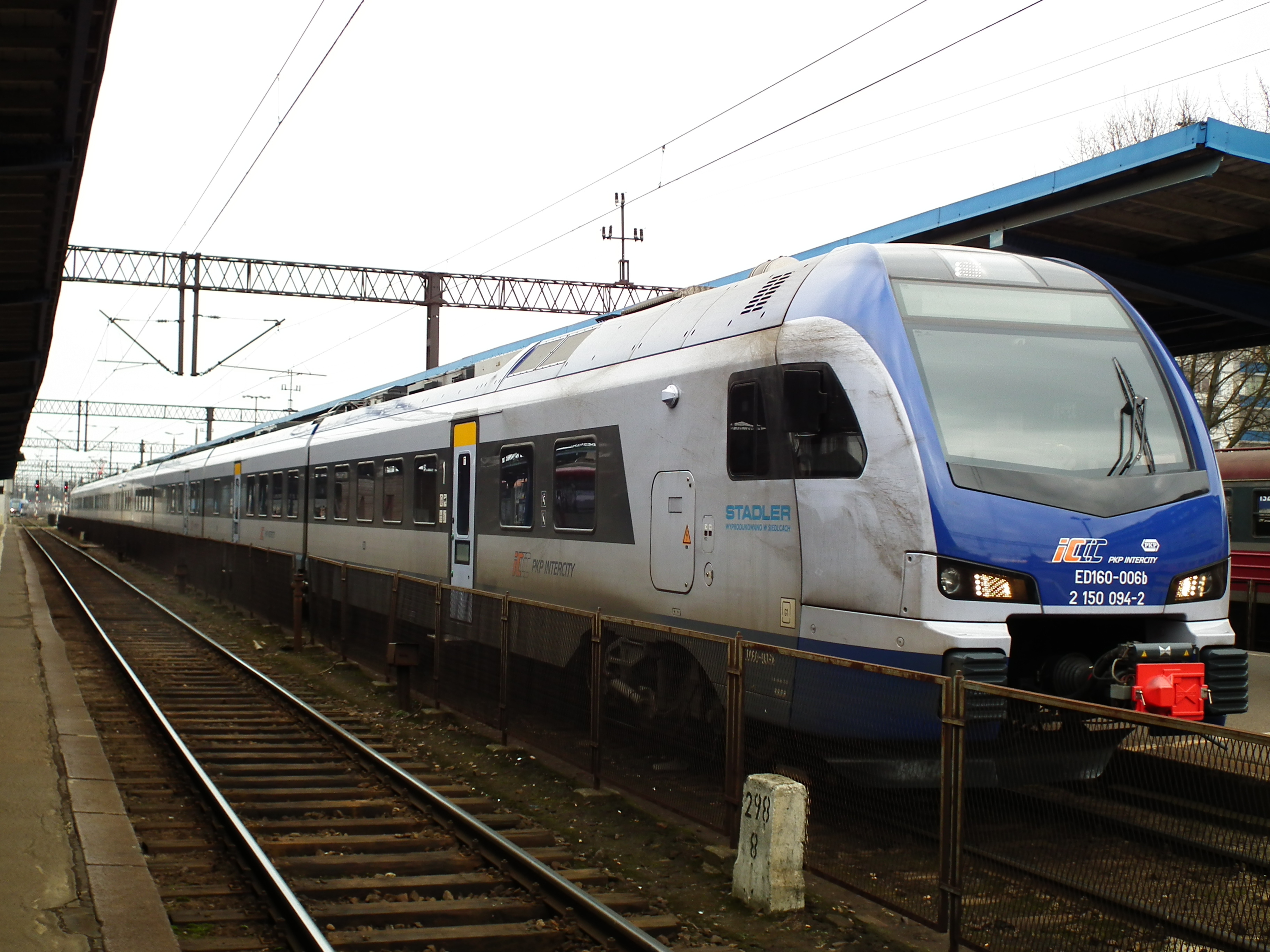
Elettrotreno ED160 006
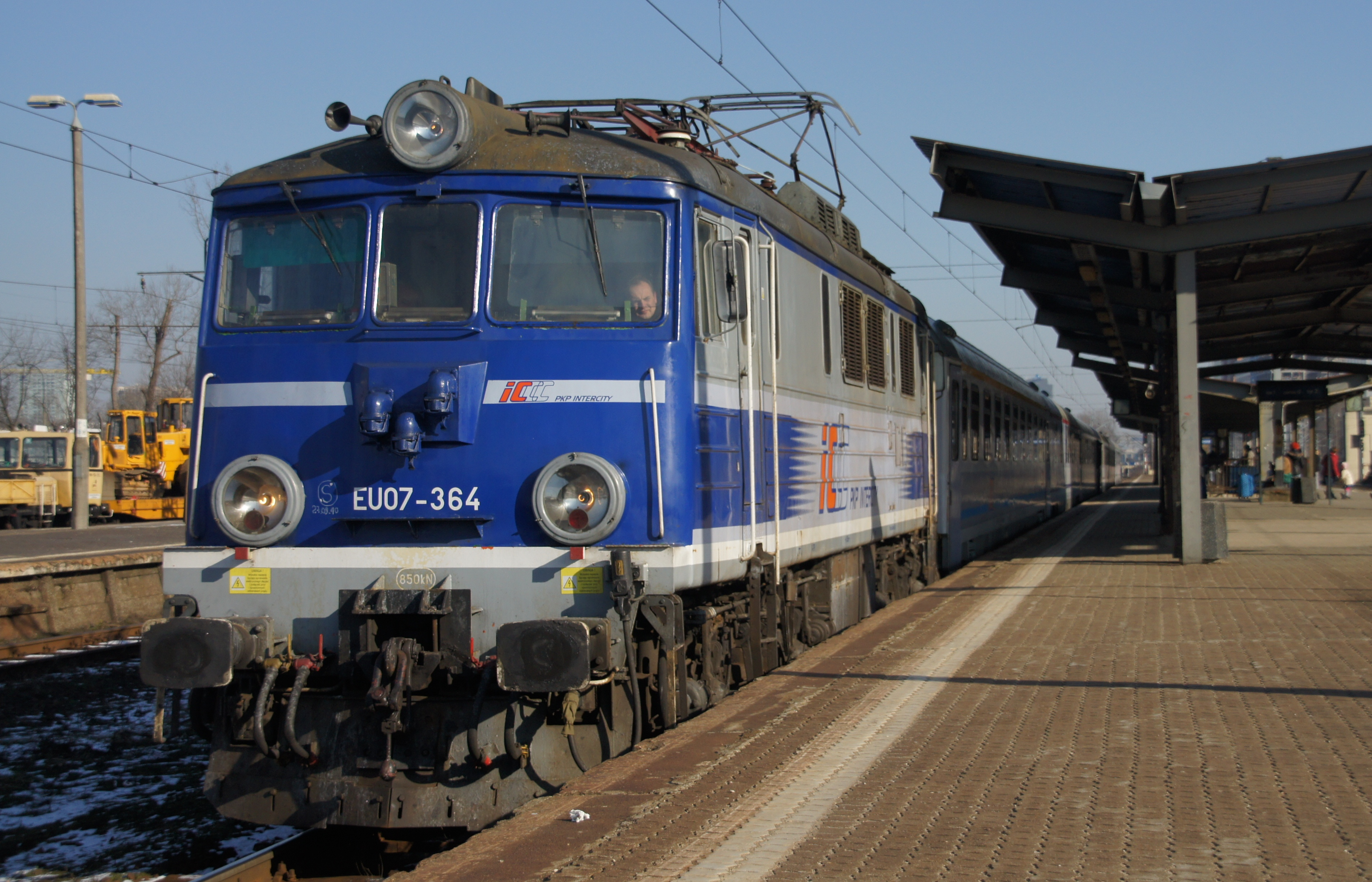
Locomotiva EU07-364
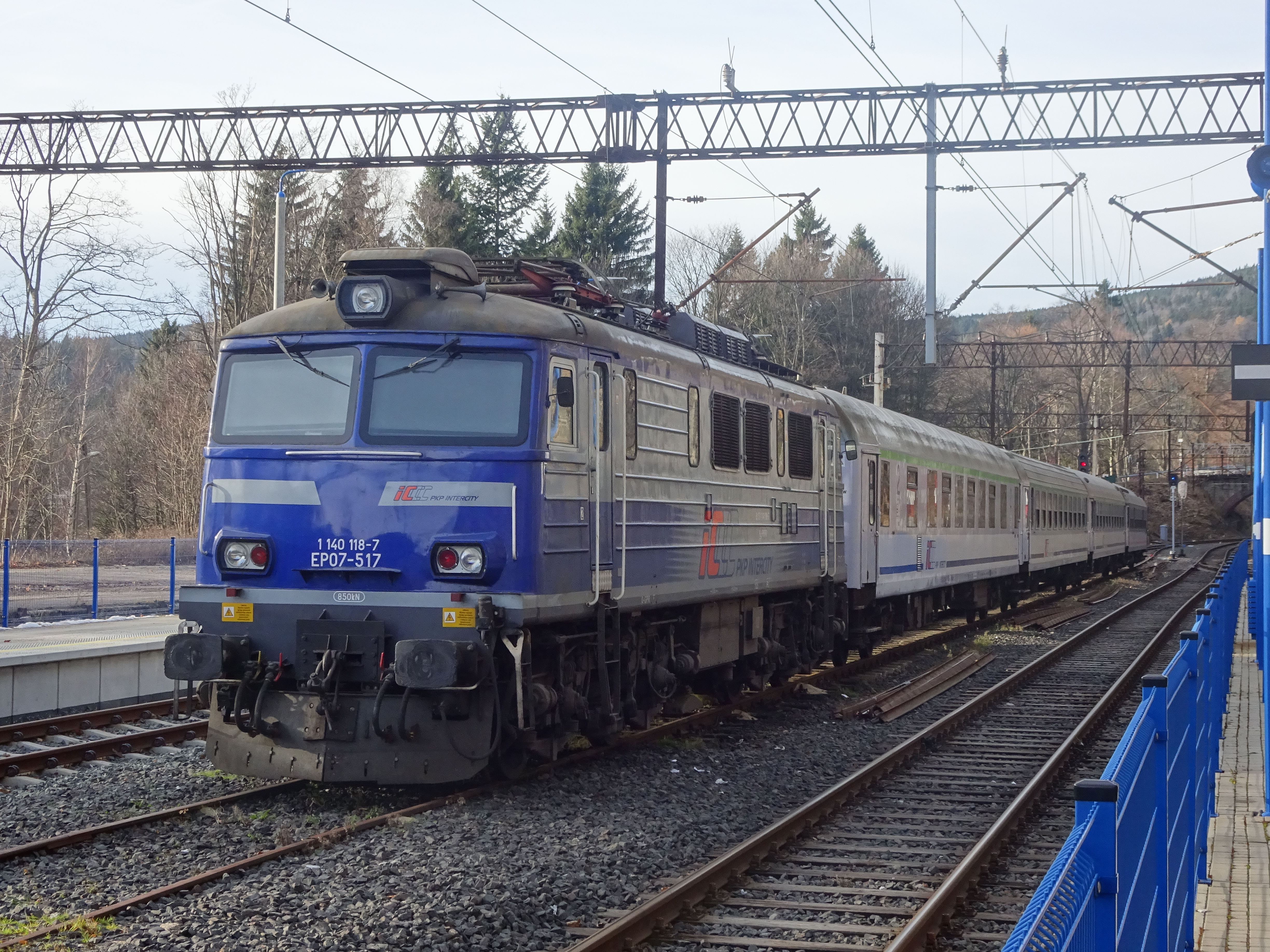
Locomotiva EP07-517
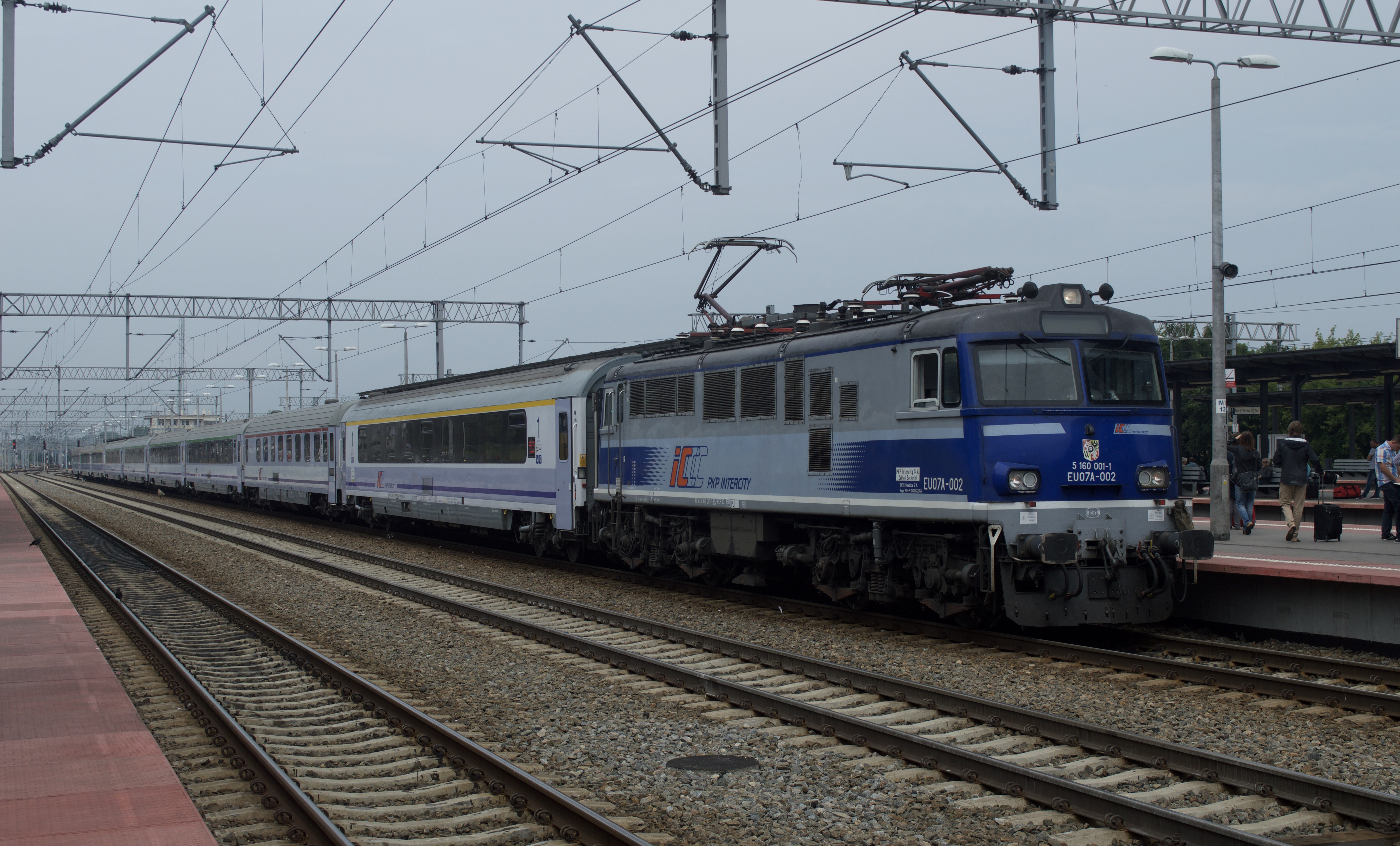
Locomotiva EU07A-002
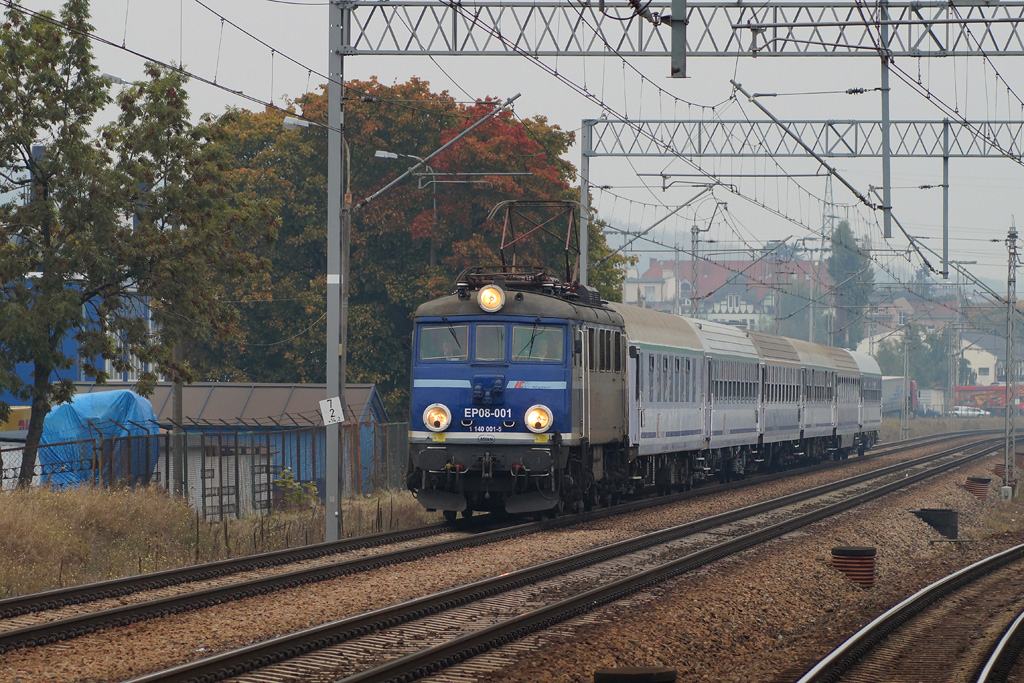
Locomotiva EP08-001
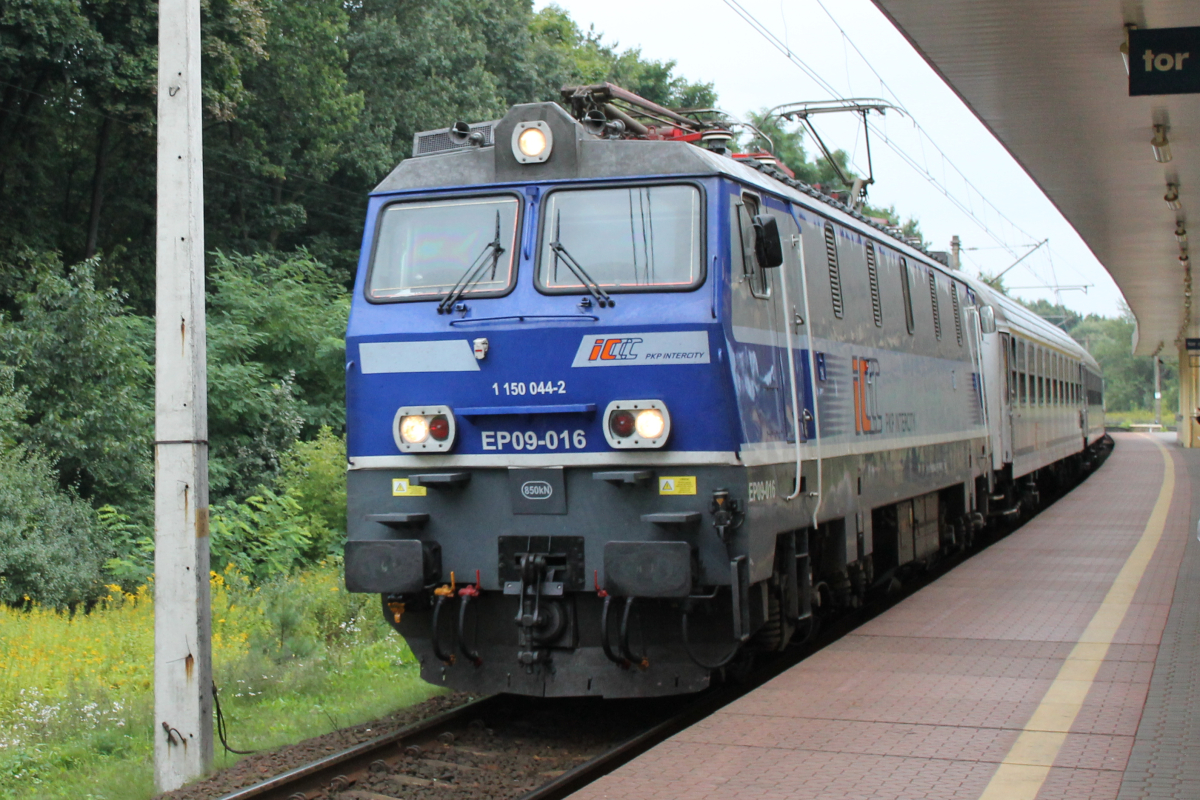
Locomotiva EP09-016
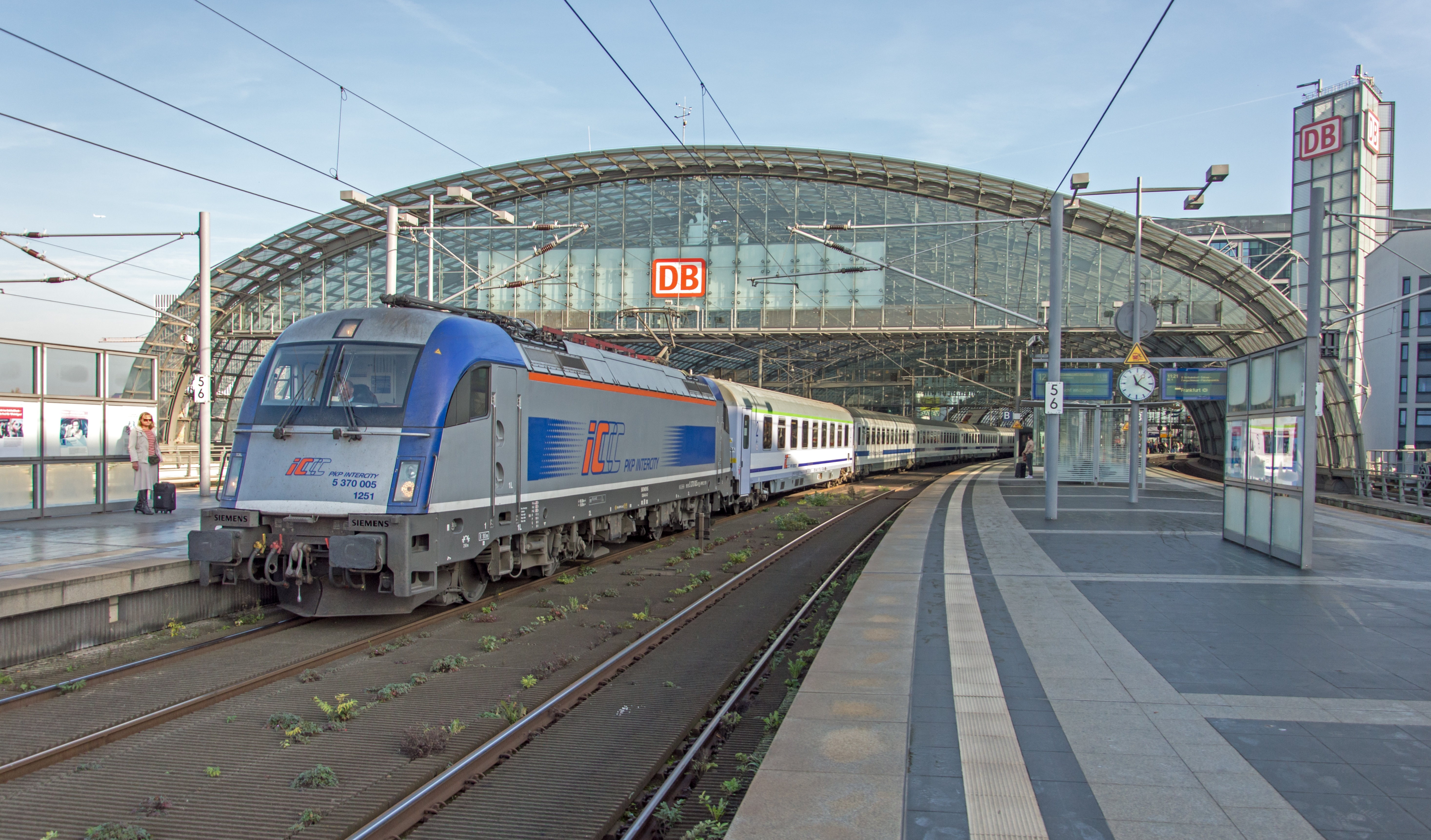
Locomotiva EU44
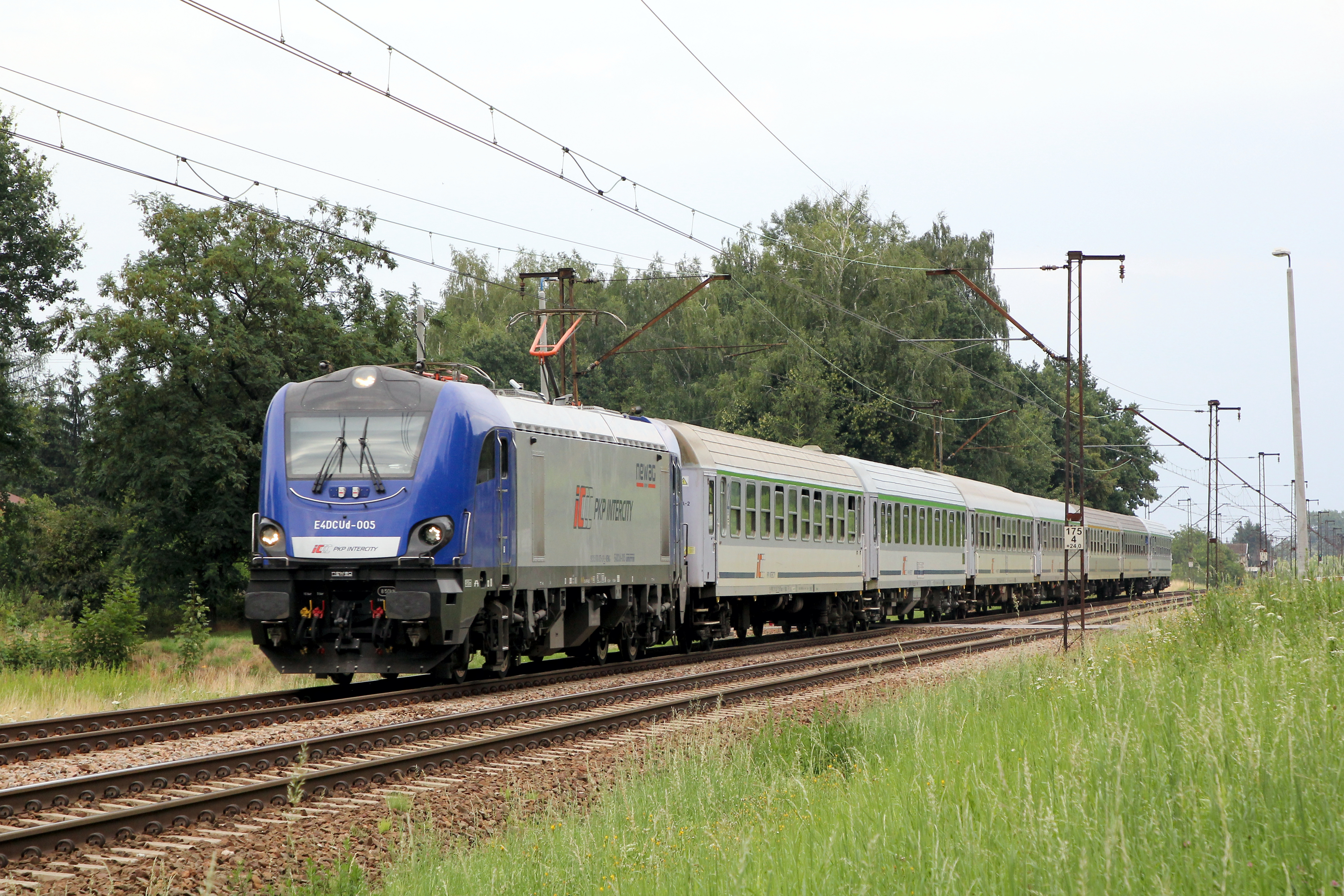
Locomotiva E4DCUd-005